# Tim McGraw (pesem)
»Tim McGraw« je prvi singl ameriške country-pop glasbenice Taylor Swift. Ko je pesem kot njen prvi singl izšel, je bila Taylor Swift stara šestnajst let, ki ga je so-napisala Liz Rose. Pesem govori o spominu Taylor Swift na njeno poletno romanco in kako naj se ljubezni spominja po neimenovani pesmi ameriškega country pevca Tima McGrawa. Kasneje so povedali, da je omenjena pesem pesem »Can't Tell Me Nothin'« iz njegovega albuma Live Like You Were Dying.
Taylor Swift je povedala, da je pesem napisala med poukom matematike v srednji šoli. Pesem, je povedala, govori o njej in njenem fantu, ko se je slednji vpisal na kolidž in se bi nazadnje morala raziti. Taylor še naprej razloži: »Začela sem razmišljati o vseh stvareh, ki me spominjajo nanj.«

## Besedilo, zgodovina in vsebina
Idejo za pesem je Taylor Swift dobila med poukom matematike v srednji šoli. »Pesem mi pomeni zelo veliko in to zato smo si želeli, da je prvi singl z albuma,« je dejala Taylor Swift. Pesem, za katero se zdi, da je osredotočena na poletno romanco, pravzaprav govori o fantu, ki se odseli stran od svojega dekleta. Ko je sedela pri pouku matematike, je začela pisati sami sebi: »When you think Tim McGraw« (»Ko pomisliš na Tima McGrawa«), kar je napisala še enkrat in še enkrat. Kmalu za tem je zapustila učilnico in posnela zvočne beležke iz pesmi. Po šoli je odšla do svoje so-tekstopiske Liz Rose, sedla za klavir in pesem sta končali v petnajstih minutah.
Taylor Swift je dejala: »Pesem sem napisala v prvem letu na srednji šoli. Takrat sem hodila s fantom, ki je bil tik pred tem, da bo odšel na kolidž. Vedela sem, da se bova razšla, zato sem začela razmišljati o stvareh, ki ga bodo spominjale name. Prva stvar, ki mi je prišla na pamet je bil country glasbenik Tim McGraw.«

## Alternativne verzije
Na verziji z albuma, prve kitice zapojejo dvakrat, prvič na začetku in drugič na koncu; radijska verzija se je končala z zadnjim verzom.
Kitica »Nekoč boš svoj radio prižgal« (»Someday you'll turn your radio on«) v zadnji kitici se v nekaterih radijskih verzijah konča z »svoj radio« (»your radio«), nato pa so povedali ime radijske postaje ali ime popularnega šova iz radijske postaje. Podobno spremembo je pesmi naredil Country Top 40 Boba Kingsleyja na radijskem šovu, kjer je bila vrstica spremenjena v »In prižgite Bob Kingsley Countdown« (»And turn the Bob Kingsley Countdown on«). Ko je Taylor Swift nastopila v areni Wembley Arena leta 2009 je vrstico nadomestila z »Prižgite londonski radio« (»Turn London radio on«).

## Dosežki
Pesem »Tim McGraw« je dosegla šestdeseto mesto na lestvici U.S. Billboard Hot Country Songs in na tem preživela šestindvajset tednov, preden se je povzpela na šesto mesto. Pesem se je uvrstila na štirideseto mesto lestvice Hot 100, kjer je preživel trinajst zaporednih tednov.
| Lestvica (2006-2007)                     | Dosežek |
| ---------------------------------------- | ------- |
| U.S. Billboard Hot Country Songs         | 6       |
| U.S. Billboard Hot 100                   | 40      |
| Canadian Radio & Records Country Singles | 10      |